# Vrede
 "Vrede", canção dos Países Baixos no Festival Eurovisão da Canção 1993
"Vrede" (tradução portuguesa: "Paz" foi a canção que representou os Países Baixos no Festival Eurovisão da Canção 1993 que teve lugar em Millstreet, na Irlanda. Foi a 20.ª canção a ser interpretada na noite do evento, a seguir à canção britânica "Better the Devil You Know" cantada por sonia e antes da canção croata "Don't Ever Cry", interpretada pela banda Put. Terminou a competição em sexto lugar, tendo recebido um total de 92 pontos. No ano seguinte, em 1994 foi representada com a canção "Waar is de zon?", interpretada por Willeke Alberti.

## Autores
- Letrista: Henk Westbroek
- Compositores: Eric van Tijn, Jochem Fluitsma
- Orquestrador: Harry van Hoof

## Música
A canção é um número de up-tempo com influências musicais de estilos urbanos que estavam a desenvolver-se naquela época. Entre essas influências o surgimento de um Dj na história do Festival Eurovisão da Canção. Jacott e seus acompanhantes iam vestidos com roupas inspiradas na ficção científica. A canção surge em Cds e DVDs para coincidir com o Congratulations, em 200, em comemoração dos 50 anos do Festival Eurovisão da Canção.

## Letra
Jacott canta sobre os sucessos que a humanidade tinha obtido com os avanços científicos. Ela refere o fa(c)to de "alguma está feito para o asfalto" as estradas para tornara condução mais fácil, tal como no campo da engenharia genética as maçãs, voos cada vez mais velozes e a "lampada que nunca queima", entre outros feitos. Mas segundo ela e o coro acompanhante nenhuma dessas coisas ajudará a "manter a paz", sugerindo que a solidariedade entre a raça humana é mais importante que todos os progresso científicos.

## Versões
Jacott lançou também uma versão em inglês intitulada "Einstein In Reverse", que exprime ainda melhor e explicitamente os seus pontos de vista do que na versão em neerlandês .